# تیم ملی فوتبال زنان بلژیک
تیم ملی فوتبال زنان بلژیک(با نام مستعار شعله‌های سرخ بلژیکی؛ به انگلیسی:Belgian Red Flames) نمایندهٔ فوتبال زنان کشور بلژیک در ردهٔ ملی است. این تیم تحت نظارت اتحادیه سلطنتی فوتبال بلژیک قرار دارد. ورزشگاه خانگی این تیم استادیوم دن دریف است. مربی کنونی آنها نیز ایوس سرنلز است. در بیشتر دوران حیات خود این تیم نتایج ضعیفی را بدست آورده‌است. اما در انتخابی مسابقات فوتبال زنان اروپا ۲۰۱۳ و جام جهانی فوتبال زنان ۲۰۱۵ بهبود قابل توجهی را از خود نشان داده‌است. این تیم در مسابقات فوتبال زنان اروپا ۲۰۱۷ نخستین حضورش در یک تورنومنت معتبر را تجربه کرد.

## تاریخچه

### تاریخ اولیه (۱۹۷۶–۱۹۸۴)
نخستین بازی این تیم در تاریخ ۳۰ مهٔ ۱۹۷۶ در مقابل فرانسه و در ورزشگاه آگوست دلون انجام شد که آنها موفق شدند با نتیجهٔ ۱–۲ در مقابل فرانسه به پیروزی برسند. یک سال پس از این بازی آنها در مقابل تیمهای سوئیس و فرانسه بازی کردند که به ترتیب نتایج آن ۲–۲ و ۱–۱ شد؛ و بار دیگر در سال بعد با همین تیمها بازی کردند و هر دو تیم را با نتیجهٔ ۰–۱ و ۰–۲ شکست دادند.